# Формильяна
Формильяна (итал. Formigliana) — коммуна в Италии, располагается в регионе Пьемонт, в провинции Верчелли.
Население составляет 560 человек (2008), плотность населения составляет 33 чел./км². Занимает площадь 17 км². Почтовый индекс — 13030. Телефонный код — 0161.
Покровителем коммуны почитается святой Виктор Мавр, празднование 8 мая.

## Демография
Динамика населения:

## Администрация коммуны
- Официальный сайт: